# Distrito de Yarumayo
El distrito de Yarumayo es uno de los doce distritos de la provincia de Huánuco, ubicado en el Departamento de Huánuco, en el centro del Perú.  
Desde el punto de vista jerárquico de la Iglesia católica forma parte del diócesis de Huánuco.

## Historia
El distrito fue creado el 17 de enero de 1945 mediante Ley, en el gobierno del Presidente Manuel Prado Ugarteche

## Geografía
Abarca una superficie de 62,3 km² y tiene una población estimada mayor a 2 700 habitantes. 
Su capital es el poblado de Yarumayo.

## Autoridades

### Municipales
- 2011 - 2014[2]
  - Alcalde: David Gabriel Lucero, del Partido Democrático Somos Perú (SP).
  - Regidores: Franklin Eduardo Villegas Abuno (SP), Mercurio Félix Domínguez (SP), Leonarda Suárez Morales (SP), Emilio Bruno Herrera (Perú Posible), Nila Juanpedro Antonio (Hechos y No Palabras).
- 2007-2010
  - Alcalde: Efraín Montalvo Martin.
- 1990-1998
  - Alcalde: Julio Arteaga Esteban

### Policiales
- Comisario: Mayor PNP .

### Religiosas
- * Obispo de Huánuco: Mons. Jaime Rodríguez Salazar, MCCJ.
- Párroco:

## Festividades
- Agosto: Aniversario de la fundación de la ciudad de Huánuco
- Octubre: Señor de Burgos